# Wolferdus Senguerdius

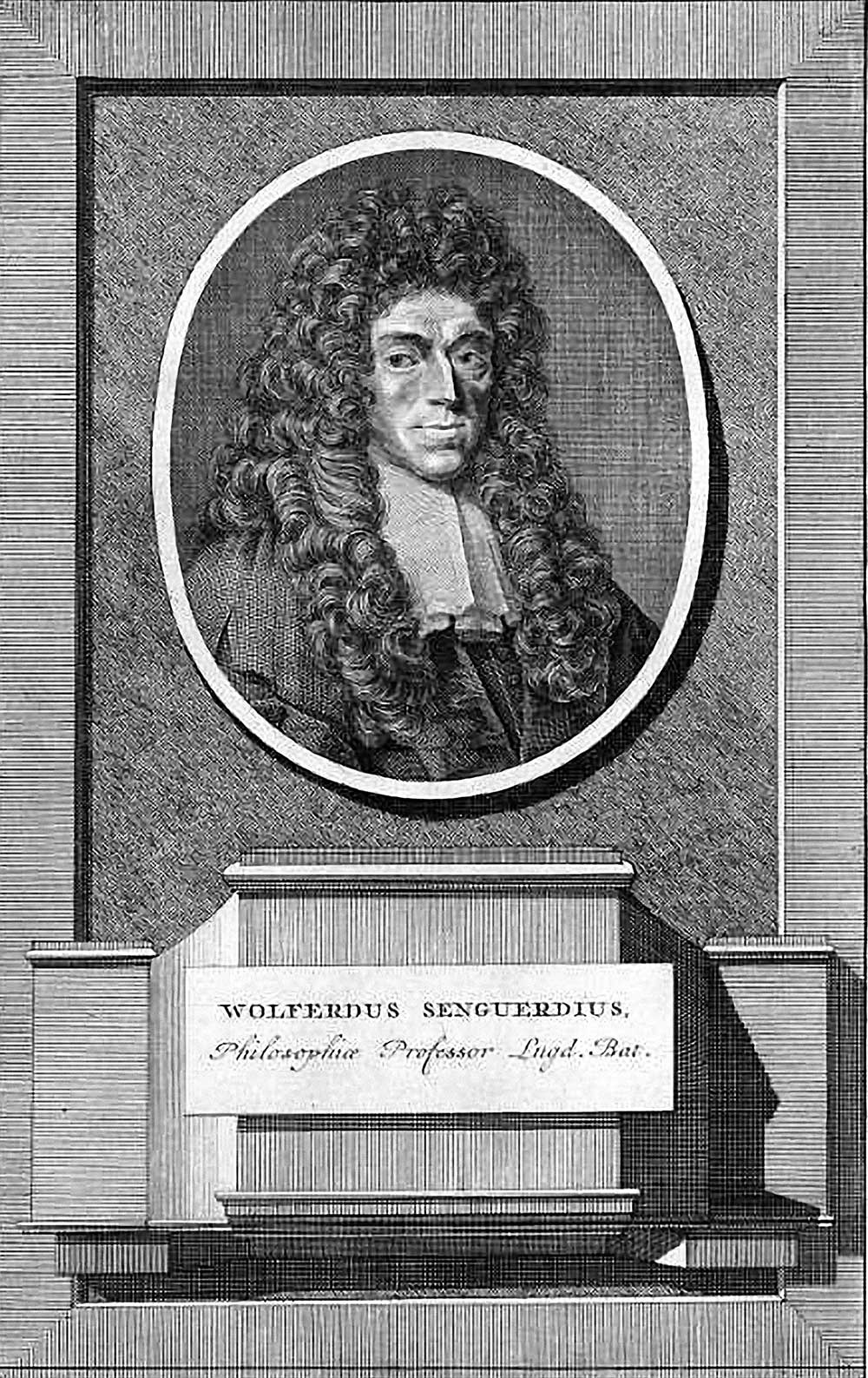
Wolferdus Senguderius

Wolferdus Senguerdius (auch: Wolfgang Senkward, Wolferd Senguerd; * 4. Juli 1646 in Utrecht; † 26. Januar 1724 in Leiden) war ein niederländischer Naturphilosoph.

## Leben
Der Sohn von Arnoldus Senguerdius schloss sein Studium der Philosophie an der Universität Leiden 1667 mit der Promotion zum Doktor der Philosophie ab. Zwei Jahre später erwarb er das Recht, Vorlesungen an der philosophischen Fakultät der Universität zu halten. Bald erwarb sich den Ruf, ein Anhänger der traditionalistischen Partei zu sein. Dennoch erwies sich seine Naturphilosophie als seltsame Mischung des obstruktiven Traditionalismus, Cartesianismus, Atomismus und Experimentierfreudigkeit. Nachdem er darin außergewöhnliche Fortschritte gemacht hatte, berief man ihn am 20. Februar 1675 zum außerordentlichen Professor der Philosophie und am 16. Januar 1676 zum ordentlichen Professor der natürlichen Philosophie an der Universität Leiden. Er beteiligte sich auch an den organisatorischen Aufgaben der Leidener Hochschule und war in den Jahren 1685/86, 1691/92, 1701/02, 1715/16 Rektor der Alma Mater.
Nebenher hatte er sich mit juristischen Studien beschäftigt und am 29. September 1681 an der Universität Utrecht den juristischen Doktorgrad erworben. Als Nachfolger von Friedrich Spanheim übernahm er zudem am 8. August 1701 das Bibliothekariat der Leidener Universität. Er gab anschauliche Demonstrationen zur Physik und entwickelte die von Otto von Guericke erfundene und von Robert Boyle verbesserte Luftpumpe weiter. Als Senguerd'sche Luftpumpe hatte sie lange Zeit einen Namen in der damaligen Technikwelt. Die Philosophia naturalis gilt als sein bedeutendstes Hauptwerk.

## Werke
- Disp. Philosophica Miscellanea. 1664
- Disp. Logica De quarta figura syllogismorum. 1665
- Disp. Philos. inaug. de Tarantula. Leiden 1667
- Dissertationum physicarum selectarum decima, undecima, et duodec. de rabie canum. sub praes. W.S. disq. subj. G. ab Ophoven cet. Leiden 1674
- H. Dibbetzi, praes. W.S. Disp. phil. de sede animae rationalis. Leiden 1676
- Disput. physica select. sexta et sept. dec. de particulis subtilibus, sub. praes. W. Senguerdi dis. J. Coninck cet. Leiden 1679.
- A. Duez, praes. W. Senguerdio, Disputationum Physc. select. quinta decima q.e. de Diebus canicularibus. Leiden 1678
- Philosophia naturalis. Leiden 1681 (Online), 1685 (Online), 1687
- Discursus de Consilii, prudentiae ac literarum studii utilitate. Leiden 1680
- Ars argument. Leiden 1687
- Inquisitio experimentalis. Leiden 1690
- Rationes atque experientiae Connubium, continens Experimentorum physicor. mechn. cet. Rotterdam 1715 (Online)